# 1928年アムステルダムオリンピックのオーストラリア選手団
1928年アムステルダムオリンピックのオーストラリア選手団（1928ねんアムステルダムオリンピックのオーストラリアせんしゅだん）は、1928年7月28日から8月12日にかけてオランダのアムステルダムで開催された1928年アムステルダムオリンピックのオーストラリア選手団、およびその競技結果。

## 概要
今大会は金メダル1個、銀メダル2個、銅メダル1個の合計4個のメダルを獲得した。

## メダル
| メダル | 選手名                     | 競技   | 種目                      |
| ------ | -------------------------- | ------ | ------------------------- |
| 銀     | アンドリュー・チャールトン | 競泳   | 男子400m自由形            |
| 銀     | アンドリュー・チャールトン | 競泳   | 男子1500m自由形           |
| 銅     | ダンク・グレイ             | 自転車 | 男子1000mタイムトライアル |